# Data de Groove
Data de Groove — шестой альбом австрийского певца Фалько, посвящённый новой компьютерной эре. Выпущен немецким лейблом «Teldec» 25 мая 1990 года. Спродюсирован совместно с Робертом Понгером, это третий и последний совместный диск Фалько и Роберта после Einzelhaft (1982) и Junge Roemer (1984).
Отдельно вышли два сингла - «Data De Groove» и «Charisma Kommando».
Альбом провалился - в Австрии он занял 11 строчку в чартах, а заглавная песня "Data de Groove" остановилась на 12 месте. В чарты других стран альбом и диск не попали - при том условии, что изначально диск выпускался немецкой компанией.
Считается самым редким у коллекционеров, поскольку нераспроданный тираж диска был уничтожен. Также это последний альбом Фалько, вышедший в Японии, а также США и Уругвае, - то есть во всём Западном полушарии.
В феврале 2016 года диск стал доступен на iTunes и Spotify. Впервые он был переиздан на звуковых носителях после окончания издания в 1991 году только в марте 2017 года в составе сборника "Falco 60", таким образом он имеет самый долгий период ожидания повторного выпуска пластинки из всей дискографии исполнителя. В видеоверсии издания "Falco 60" на DVD впервые за 27 лет появились клипы "Data de Groove" и "Charisma Kommando", ранее не выходившие из-за проблем с авторскими правами.
Переиздан 1 апреля 2022 года компанией "Warner Music Central Europe", после чего снова попал в чарты Австрии, а также впервые попал в чарты Германии и Швейцарии.

## Список композиций
1. «Neo Nothing - Post Of All» — 4:49
2. «Expocityvisions» — 4:10
3. «Charisma Kommando» — 4:49
4. «Tanja P. nicht Cindy C.» — 3:37
5. «Pusher» — 4:28
6. «Data De Groove» — 4:40
7. «Alles im Liegen» — 5:05
8. «U.4.2.P.1. Club Dub» — 3:43
9. «Bar Minor 7/11 (Jeanny Dry)» — 3:47
10. «Anaconda 'Mour» — 0:57

|           | Максимальная позиция | Всего недель             |
| --------- | -------------------- | ------------------------ |
| Австрия   | 5 (11 в 1990 г.)     | 11 (10 из них в 1990 г.) |
| Германия  | 15                   | 1                        |
| Швейцария | 53                   | 1                        |

|                     | Максимальная позиция | Всего недель |
| «Data De Groove»    | 12                   | 5            |
| «Charisma Kommando» | -                    | -            |